# Sue Barkerová
Sue Barkerová (* 19. dubna 1956, Paignton, Spojené království) je bývalá britská profesionální tenistka a v současnosti sportovní komentátorka BBC. Do dějin světového tenisu se zapsala především jako vítězka Roland Garros roku 1976, kdy ve finále porazila československou tenistku Renátu Tomanovou. Roku 1977 se probojovala do finále Turnaje mistryň, ale podlehla Chris Evertové. Roku 1979 hrála finále Turnaje mistryň znovu, tentokrát však v ženské čtyřhře. Spolu s Američankou Ann Kiyomura podlehly francouzsko-nizozemskému páru Françoise Dürrová-Betty Stöveová. Krom toho Barkerová vyhrála 10 dalších turnajů WTA (Båstad 1974, Båstad 1975, Kitzbühel 1975, Adelaide 1975, Hamburg 1976, San Francisco 1977, Dallas 1977, Pittsburgh 1979, Sydney 1979, Brighton 1981).

## Zajímavost
V roce 2011 po ženském finále Wimbledonu 2011 coby televizní reportérka podvakráte prováděla rozhovor s tehdejší vítězkou Petrou Kvitovou pro britskou televizi BBC.